# Station Ronet
Station Ronet is een spoorwegstation langs spoorlijn 130 (Namen - Charleroi) in Flawinne, een deelgemeente van de stad Namen. Het is nu een stopplaats.
Net ten westen van het station Ronet ligt het vormingsstation Ronet-Formation.

## Treindienst
| Serie       | Treinsoort               | Route                                       | Bijzonderheden                                            |
| ----------- | ------------------------ | ------------------------------------------- | --------------------------------------------------------- |
| S 61        | S-trein Charleroi (NMBS) | Waver – Charleroi-Centraal – Ronet – Jambes | Rijdt in de week 2×/u tussen Jambes - Charleroi-Centraal. |
| P 7780/8780 | Piekuurtrein (NMBS)      | Charleroi-Centraal – Ronet – Namen – Jambes | Rijdt alleen op werkdagen. Een trein tot Jambes.          |

## Reizigerstellingen
De grafiek en tabel geven het gemiddeld aantal instappende reizigers weer op een week-, zater- en zondag.
| Tabel: aantal instappende reizigers station Ronet | Tabel: aantal instappende reizigers station Ronet | Tabel: aantal instappende reizigers station Ronet | Tabel: aantal instappende reizigers station Ronet |
|                                                   | Weekdag                                           | Zaterdag                                          | Zondag                                            |
| ------------------------------------------------- | ------------------------------------------------- | ------------------------------------------------- | ------------------------------------------------- |
| 1977                                              | 178                                               | 95                                                | 76                                                |
| 1978                                              | 231                                               | 90                                                | 79                                                |
| 1979                                              | 214                                               | 77                                                | 69                                                |
| 1980                                              | 162                                               | 87                                                | 70                                                |
| 1981                                              | 165                                               | 47                                                | 42                                                |
| 1982                                              | 202                                               | 85                                                | 76                                                |
| 1983                                              | 177                                               | 53                                                | 47                                                |
| 1984                                              | 195                                               | 37                                                | 24                                                |
| 1985                                              | 172                                               | 35                                                | 22                                                |
| 1986                                              | 163                                               | 25                                                | 11                                                |
| 1987                                              | 136                                               | 31                                                | 17                                                |
| 1988                                              | 144                                               | 28                                                | 16                                                |
| 1989                                              | 103                                               | 39                                                | 25                                                |
| 1990                                              | 67                                                | 16                                                | 8                                                 |
| 1991                                              | 86                                                | 17                                                | 15                                                |
| 1992                                              | 85                                                | 13                                                | 16                                                |
| 1993                                              | 86                                                | 22                                                | 16                                                |
| 1994                                              | 94                                                | 15                                                | 12                                                |
| 1995                                              | 78                                                | 19                                                | 13                                                |
| 1996                                              | 104                                               | 21                                                | 14                                                |
| 1997                                              | 120                                               | 25                                                | 13                                                |
| 1998                                              | 107                                               | 14                                                | 14                                                |
| 1999                                              | 115                                               | 13                                                | 12                                                |
| 2000                                              | 116                                               | 14                                                | 10                                                |
| 2001                                              | 145                                               | 7                                                 | 6                                                 |
| 2002                                              | 109                                               | 14                                                | 4                                                 |
| 2003                                              | 63                                                | 15                                                | 7                                                 |
| 2004                                              | 60                                                | 8                                                 | 5                                                 |
| 2005                                              | 65                                                | 12                                                | 8                                                 |
| 2006                                              | 66                                                | 12                                                | 2                                                 |
| 2007                                              | 55                                                | 10                                                | 5                                                 |
| 2008                                              | -                                                 | -                                                 | -                                                 |
| 2009                                              | 38                                                | 4                                                 | -                                                 |
| 2010                                              | -                                                 | -                                                 | -                                                 |
| 2011                                              | -                                                 | -                                                 | -                                                 |
| 2012                                              | 58                                                | 6                                                 | 14                                                |
| 2013                                              | 44                                                | 5                                                 | 7                                                 |
| 2014                                              | 50                                                | 1                                                 | 5                                                 |
| 2015                                              | 62                                                | 10                                                | 9                                                 |
| 2016                                              | 35                                                | 13                                                | 8                                                 |
| 2017                                              | 57                                                | 12                                                | 10                                                |
| 2018                                              | 50                                                | 8                                                 | 6                                                 |
| 2019                                              | 47                                                | 8                                                 | 8                                                 |
| 2020                                              | 40                                                | 31                                                | 30                                                |
| 2021                                              | -                                                 | -                                                 | -                                                 |
| 2022                                              | 77                                                | 45                                                | 48                                                |
| 2023                                              | 140                                               | 63                                                | 73                                                |
| 2024                                              | 156                                               | 98                                                | 120                                               |

Beez ·
Dave-Nord ·
Dave-Saint-Martin ·
Faubourg-Saint-Nicolas ·
Flawinne ·
Jambes ·
Jambes-Est ·
Marche-les-Dames ·
Namen ·
Naninne ·
Ronet ·
Velaine
0,0: Namen ·
3,2: Ronet ·
4,8: Flawinne ·
8,6: Floreffe ·
10,9: Franière ·
13,5: Mornimont ·
14,4: Moustier ·
16,2: Ham-sur-Sambre ·
16,7: Jemeppe-sur-Sambre ·
19,3: Auvelais ·
21,4: Tamines ·
23,7: Aiseau ·
25,5: Tergnée ·
26,4: Farciennes ·
27,5: Le Campinaire ·
28,6: Pont-de-Loup ·
29,8: Châtelet ·
32,6: Couillet-Montignies ·
33,9: Couillet ·
36,6: Charleroi-Central